# Breganze Pinot nero superiore
Il Breganze Pinot nero superiore è un vino DOC la cui produzione è consentita nella provincia di Vicenza.

## Caratteristiche organolettiche
- colore: rosso rubino con sfumature color mattone
- odore: profumo delicato
- sapore: asciutto, sapido, con retrogusto amarognolo, con osenza persistenza gradevole di legno

## Produzione
Provincia, stagione, volume in ettolitri
- nessun dato disponibile